# Die schwarzen Vögel
Die schwarzen Vögel ist ein Roman des niederländischen Schriftstellers Maarten ’t Hart. Die Originalausgabe erschien 1983 unter dem Titel De kroongetuige im Verlag De Arbeiderspers, Amsterdam. Die deutsche Übersetzung von Marianne Holberg wurde 1999 im Arche-Verlag Zürich veröffentlicht (ISBN 3-7160-2252-7); 2001 erschien eine Taschenbuch-Ausgabe im Verlag Piper (ISBN 3-492-23023-7).

## Handlung
Der Pharmakologe Thomas Kuyper führt eine kinder- und zunehmend auch freudlose Ehe. Er nutzt die einwöchige Abwesenheit seiner Frau Leonie zu einem heftigen Flirt mit der Bibliotheksmitarbeiterin Jenny Fortuyn. Als diese spurlos verschwindet, wird Thomas von der Polizei verdächtigt, da er nachts als Letzter mit ihr gesehen wurde und Zeugen auffiel, dass es einen Streit zwischen den beiden gab. Der Verdacht, dass er Jenny getötet und ihre Leiche beseitigt haben könnte, wird stärker, als ihre Kleidung in seinem Labor gefunden wird. Kommissar Joost Lambert neigt zu der Hypothese, dass Kuyper die Leiche mit Hilfe zahlreicher Ratten, denen er zu Versuchszwecken die Nahrung vorenthielt, beseitigt haben könnte.
Während ihr Mann mehrere Monate lang in Untersuchungshaft sitzt, stellt Leonie Kuyper selbst Nachforschungen an, um die juristische und sexuelle Unschuld („War er mit ihr im Bett?“) ihres Mannes zu ergründen. Sie kommt zu dem Ergebnis, dass Thomas offenbar nicht mit Jenny geschlafen hat, hält ihn aber schließlich auch für ihren Mörder, als sie im ehemaligen Museumsbereich seines Instituts die Leiche einer Frau findet – unauffällig versteckt zwischen Behältern mit toten Seekühen. Diesen Fund behält sie ebenso für sich wie ihre Feststellung, dass Joost Lambert selbst einmal ein Verhältnis mit Jenny hatte und offenbar nicht nur aus kriminalistischen Motiven recherchiert. Die offiziellen Ermittlungen ergeben inzwischen zusätzlich, dass aus dem Labor erhebliche Mengen von Drogen verschwunden sind. Für Lambert stellt sich der Fall nun so dar, dass Jenny sich nur mit Thomas eingelassen habe, um auf diesem Weg Zugang zum Labor und damit zum „Stoff“ zu bekommen. Als ihm das klar geworden sei, habe er sie getötet und die Leiche auf perfide Weise verschwinden lassen.
Dennoch wird Kuyper am Ende des Prozesses freigesprochen, da keine hinreichenden Beweise vorliegen und der vermeintliche Kronzeuge sich in Widersprüche verwickelt. Als Leonie Kuyper ihren Mann nun mit der von ihr gefundenen Leiche konfrontiert – Lambert, der die beiden beobachtet hat, kommt dazu – stellt sich heraus, dass es sich nicht um die verschwundene Jenny Fortuyn handelt. Dank ihrer weiteren Erkundigungen und Beobachtungen kann Leonie jedoch die Lösung des Falles herbeiführen: Jenny machte mit ihrem Liebhaber Robert nicht nur das große Drogengeschäft, sondern die beiden ermordeten auch dessen Frau. In der Nacht ihres Verschwindens lockten Jenny und Robert sie ins Labor, töteten sie dort und versteckten die Leiche. Jenny legte die Kleidung der toten Frau an und verließ mit deren Pass an seiner Seite das Land.

## Interpretation
Auch wenn in diesem Buch bereits einige Elemente von 't Harts erfolgreichen Romanen der 1990er Jahre auftauchen, vor allem literarische und musikalische Zitate und Anspielungen, ist es relativ eindeutig der Gattung Kriminalroman zuzuweisen. Im Mittelpunkt der Handlung steht der Fall und seine letztendliche Aufklärung, die erzählte Zeit beschränkt sich auf die Monate, die dazwischen vergehen, das Geschehen spielt in der Gegenwart – mithin fehlt die biographische und historische Dimension der späteren Romane 't Harts.
Dennoch entsprechen verschiedene Aspekte des Romans nicht dem gängigen Muster eines Krimis. Der Spannungsbogen wird besonders in der Mitte des Buchs angehalten, als Leonie – von der Schuld ihres Mannes inzwischen überzeugt und der Endgültigkeit ihrer Kinderlosigkeit gewiss – sich von der Außenwelt zurückzieht und den Herbst in Depression mit philosophisch-theologischen Reflexionen zubringt, bevor mit dem Prozessbeginn der eigentliche Handlungsfaden weitergesponnen wird.
Erzähltechnisch interessant ist der mehrfache Perspektivenwechsel: während im ersten Kapitel Thomas als Ich-Erzähler fungiert, besteht das zweite Kapitel aus einem Briefwechsel zwischen Thomas (in Untersuchungshaft) und Leonie. Das dritte Kapitel berichtet in Form von Leonies Tagebuchaufzeichnungen über ihre Nachforschungen, während der Prozess und die Aufklärung des Falles schließlich von Leonie als Ich-Erzählerin geschildert werden.
Ungewöhnlich für einen Kriminalroman ist es auch, dass die Lösung weder vom ermittelnden Kommissar herbeigeführt wird noch vom Verdächtigen, der seine Unschuld allein nicht beweisen kann. Beide Männer sind vom vermeintlichen Opfer gewissermaßen um den Verstand gebracht worden und nicht in der Lage zu erkennen, was wirklich gespielt wurde.